# Super Caló
Rafael García (22 de febrero de 1971) es un luchador profesional mexicano, más conocido en el ring bajo su nombre de Super Caló. García es uno de los pilares a largo plazo de Asistencia Asesoría y Administración (AAA), pero es quizás el más conocido fuera de México por su paso por la World Championship Wrestling (WCW) durante la década de 1990.

## Vida personal
García tiene dos hermanos de nombre Alan y Chris Stone, que también luchan para las empresas de lucha libre. Su padre fue un exluchador que trabajó como el ExóticoEl Bello Greco. Siendo pareja de "El Santo" y el primer luchador exótico

## Carrera

### Inicios
García hizo su debut en la lucha libre en 1990 bajo el nombre de "Bello Greco, Jr." después de su padre, que había trabajado como Bello Greco durante muchos años.

### Asistencia Asesoría y Administración
En 1992 Antonio Peña fundó Asistencia Asesoría y Administración (AAA), con la intención expresa de ofrecer luchadores jóvenes, de alto vuelo. Peña y García firmaron un contrato y juntos crearon el personaje que usaría García en el ring y que sería más conocido como Super Caló, por el nombre del primer grupo de Rap mexicano llamada Caló. El personaje llevaba una máscara muy intermitente de plata con marcas que parecían gafas de sol y una gorra de espaldas, dando un carácter rapero a Super Caló. Regularmente hizo equipo con Winners, otro joven luchador de alto vuelo que llevaba una máscara de plata y negro similar a Super Caló. El equipo comenzó con frecuencia a asociarse con Rey Misterio, Jr., para luchar contra el trío rudo de veteranos conocidos como Los Diabólicos (Ángel Mortan, Marabunta y Mr. Condor). Los técnicos tenían como objetivo desenmascarar a cada integrante de Los Diabólicos a través de una serie de Luchas de Apuesta, que Caló, Winners y Rey Misterio, Jr. ganaron.

### World Championship Wrestling
En 1996, Super Caló fue uno de los muchos luchadores de AAA que empezó a trabajar en la promoción estadounidense World Championship Wrestling (WCW). Recibió su primera oportunidad titular en Fall Brawl contra el Campeón Peso Crusero de la WCW, Rey Mysterio, Jr., pero Caló no pudo ganar el combate.

## Campeonatos y logros
- Pro Wrestling Illustrated

- Situado en el N° 273 de los PWI 500 de 2003

- Promo Azteca

- Aztecas Middleweight Championship (1 vez)

- Independent circuit

- Distrito Federal Trios Championship (1 vez) - con Moto Cross y Alan Stone
- LAWA Heavyweight Championship (1 vez)

- Wrestling Observer Newsletter

- 5 Star Match con Rey Mysterio Jr. & Winners vs Heavy Metal, Picudo & Psicosis (AAA Sin Límite, 29 de enero de 1993)